# 欧洲地理

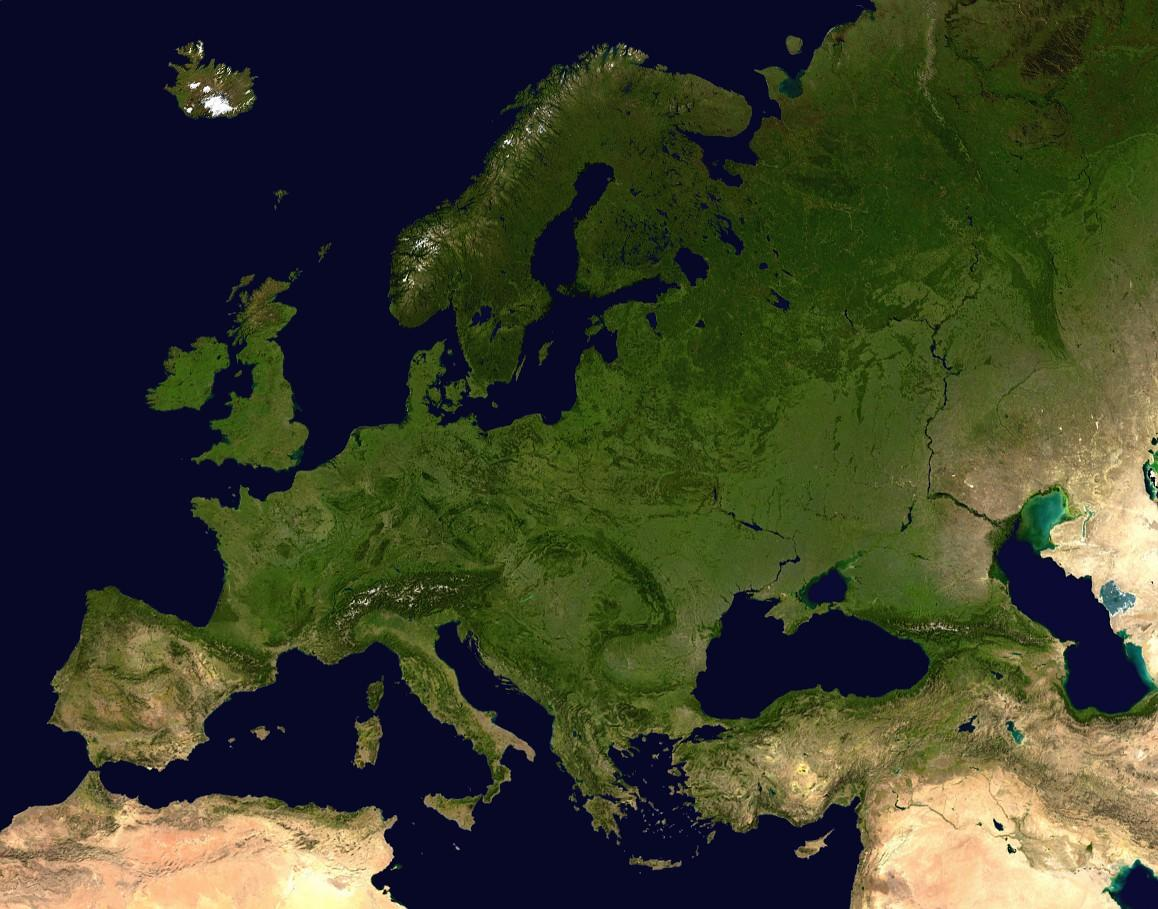
這張歐洲地理環境的衛星照片很詳細的顯示了山脈、半島、島嶼以及乾旱與寒冷的地區。

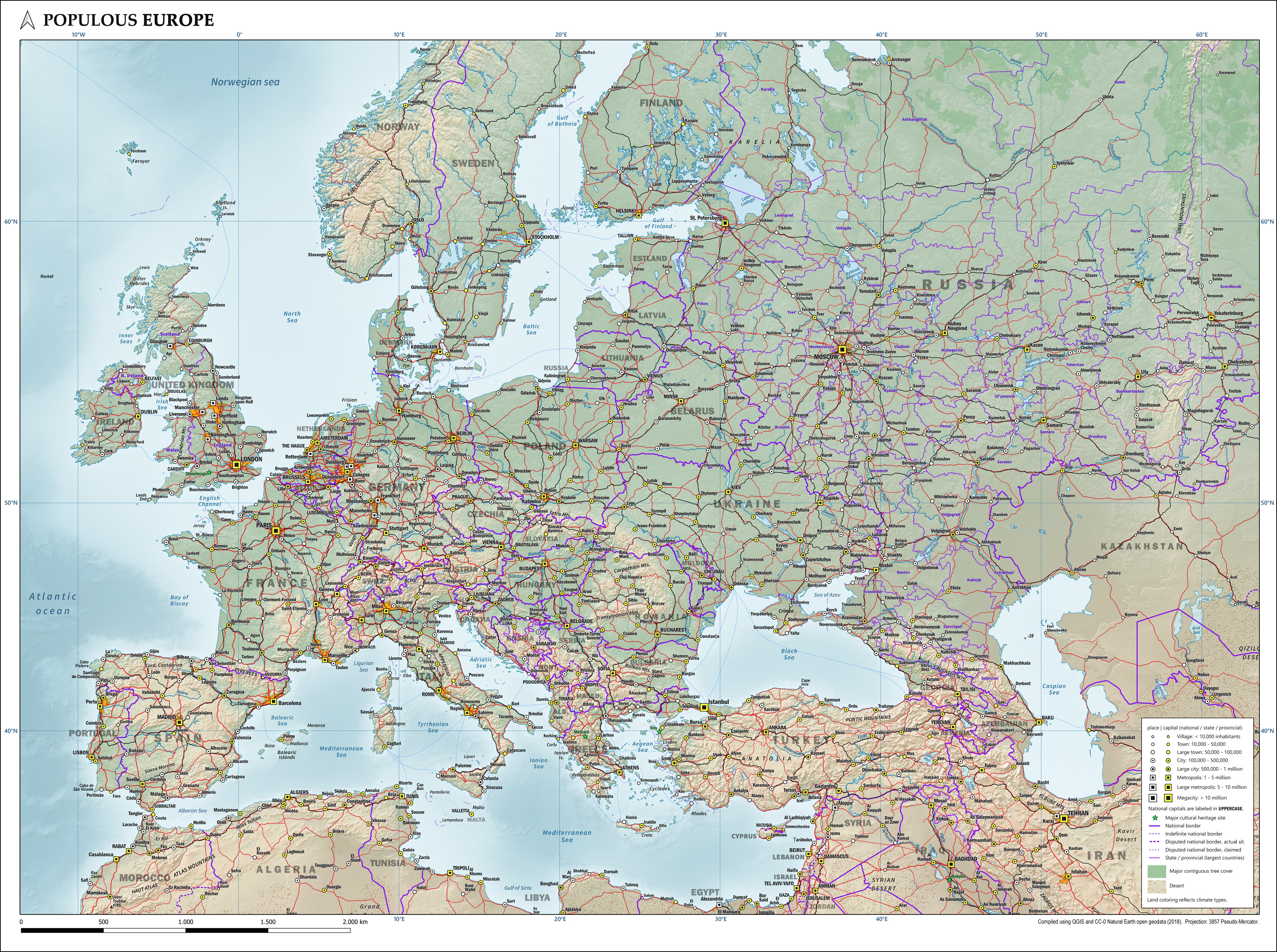
歐洲主要部分地形圖，標示有主要城市。

## 自然地理

### 位置

#### 絕對位置
位於東半球的西北部。大陸範圍：東至烏拉山脈（東經66°10'，北緯67°46'），南至馬羅基角（西經5°36'，北緯36°），西至羅卡角（西經9°31'，北緯38°47'），北至諾爾辰角（東經27°42'，北緯70°8'）。

#### 相對位置
北臨北冰洋，西瀕大西洋，南隔地中海與非洲相望，東部與亞洲大陸毗連，以烏拉爾山脈、烏拉爾河、里海、大高加索山脈、黑海、土耳其海峽、愛琴海與亞洲分界。

#### 面積
面積约1016万平方公里（包括附屬島嶼），約佔世界陸地總面積的6.8%，僅大於澳洲，是世界第六大洲。

### 地形

#### 概況
歐洲是世界平均海拔（300m）最低的一個洲（如果南極洲的冰蓋高度不算的話，南極洲是世界平均海拔最低的一個洲）。
地形多種多樣，以平原為主。可以以波羅的海東岸到黑海西岸一線為界，分為東西兩部份。東部以平原佔絕對優勢，地形比較單一；西部則山地和平原交錯分佈，地形比較複雜。

水平輪廓破碎，陸地與海洋犬牙交錯，半島與島嶼面積合計佔歐洲總面積的三份之一以上，比重為各大洲之最。

第四紀冰川對歐洲地形的影響很大，歐洲冰川地貌廣布。

#### 成因地貌

##### 地質構造基礎
- 前寒武紀陸台構造
- 加里東褶皺構造
- 海里褶皺構造
- 阿爾卑斯褶皺構造

##### 冰川地貌
- 冰川中心

歐洲第四紀冰川發生在更新世，主要冰川中心在斯堪的納維亞的大陸冰川；阿爾卑斯山脈是歐洲最大的山岳冰川中心。
- 冰川對歐洲地形的影響

#### 地形區
1. 北歐台地－山地區
2. 東歐－中歐平原區
3. 中歐－西歐斷塊山地和盆地區
4. 中歐－南歐新褶皺山地和平原區

#### 海陸地形列表

##### 南歐三大半島：
1. 伊比利亞半島
2. 亞平寧半島(又稱:義大利半島)
3. 巴爾幹半島。

- 一些小半島：日德蘭半島、科拉半島、諾曼第半島、布列塔尼半島、白德蘭半島、克里米亞半島、康沃爾半島、柯拉半島、卡寧半島、伯罗奔尼撒半岛等半島。

- 海角：雷恰內斯陶角、諾爾辰角、北角、卡寧諾斯角、聖馬蒂厄角、菲尼斯特雷角、羅卡角、聖維森特角、馬羅基角、泰納龍角等角。

##### 島嶼
- 大西洋：不列顛群島、冰島、揚馬延島、西奧倫群島、羅弗敦群島、法羅群島、設德蘭群島、奧克尼群島、弗里西亞群島、海峽群島等島。

- 地中海：科西嘉島、薩丁島、克里特島、巴利阿里群岛、西西里島、馬爾他島等島。

- 波羅的海：哥得蘭島、厄蘭島、西蘭島、菲英島等島。

- 北冰洋：斯瓦爾巴群島、新地島、科爾古耶夫島等島

##### 淺灘
多格淺灘、羅科爾淺灘

##### 緣海與重要海峽
- 緣海

喀拉海、巴倫支海、白海、挪威海、波羅的海、北海、地中海、凱爾特海、黑海、愛爾蘭海
- 海峽

斯卡格拉克海峽、卡特加特海峽、厄勒海峽、英吉利海峽、多佛爾海峽、比斯開灣、圣乔治海峡、直布羅陀海峽、土耳其海峽

#### 常態地形列表

##### 山地
主要有四個山脈：
1. 斯堪的納維亞山脈
2. 阿爾卑斯山脈（包括比利牛斯山、亞平寧山脈、喀爾巴阡山脈）
3. 烏拉爾山脈
4. 高加索山脈（主峰厄爾布魯士山，歐洲最高峰）

其他的山脈：本寧山脈、格蘭扁山脈、坎塔布里亚山脉

##### 平原
大平原：東歐平原、德波平原、西歐平原、多瑙河中游平原、多瑙河下游平原
小平原和三角洲：波河平原

##### 盆地
巴黎盆地、阿基坦盆地

##### 丘陵
切莫蘭丘陵、曼塞爾凱丘陵、諾曼第丘陵、阿摩里卡丘陵等。

##### 高原
諾爾蘭高原、巴伐利亞高原、洛林高原、阿登高原、中央高原、梅塞塔高原

##### 高地
奧布布高地、伏爾加河沿岸高地、瓦爾代高地、斯摩棱斯克-莫斯科高地、中俄羅斯高地、斯塔夫羅波爾高地、第聶波河沿岸高地、波多爾高地、小波蘭高地、西里西亞高地等

### 氣候

#### 氣壓場

##### 海平面平均氣壓場
1月份，蒙古西伯利亞高壓、冰島低壓、縮於北大西洋東南角的亞速爾高壓、地中海附近活動的極鋒氣旋。
7月份，強大的亞速爾高壓，亞歐大陸上低壓連成一片。

#### 氣候類型
1、按周淑貞氣候分類法分為：
北歐北部：寒帶苔原氣候
歐洲西部：溫帶海洋性氣候；成因：終年盛行從亞速爾高壓散發出來的西風
歐洲東部：溫帶大陸性氣候；成因：離海較遠，大陸性顯著
歐洲南部：涼夏型副熱帶夏幹氣候；成因：夏季受亞速爾高壓控制，冬季鋒面氣旋活動頻繁。因沿岸有加那利涼流經過，又有海陸風的影響，所以夏季涼爽而多霧，最熱月氣溫皆在22攝氏度以下。
歐洲阿爾卑斯山區：高山高原氣候。
2、按柯本氣候分類法分為：
3、按斯查勒氣候分類法分為：

### 生物

#### 植物分佈
南部的地中海氣候區的副熱帶硬葉林帶。
西部溫帶海洋性氣候區的溫帶落葉闊葉林帶。
東部溫帶大陸性氣候區的溫帶草原帶。
北部的苔原帶。
各山地的垂直自然帶。

### 水文

#### 河流
1. 注入北冰洋的水系：
2. 注入大西洋的水系：萊茵河、易北河、泰晤士河
3. 注入地中海的水系：
4. 注入黑海的水系：多瑙河、第聶伯河、頓河（注入亞速海）、德涅斯特河
5. 內流河：窩瓦河（注入裏海）、烏拉爾河（注入裏海）

## 人文地理

### 語言
除英国使用英语外，欧洲大陆的主要语言有法语、德语、荷兰语、俄语、葡萄牙語、西班牙語、意大利语、匈牙利語、芬兰语、瑞典语、挪威语，还有冰島语、爱尔兰语等等。簡單來說，大致分為斯拉夫语族、條頓（日耳曼）语族、凯尔特语族和羅曼语族。

### 宗教
事實上用语系來画分宗教信仰，亦是可行的——斯拉夫语族的人大都信奉東正教（希臘正教），條頓（日耳曼）语族的人大都信奉基督教（新教），而拉丁语族的人大都信奉天主教（旧教）。